# İsnov
İsnov è un comune dell'Azerbaigian situato nel distretto di Quba. Conta una popolazione di 1.014 abitanti.